# لیوسیا وایتوکیتیتو
لیوسیا وایتوکیتیتو (انگلیسی: Liucija Vaitukaitytė؛ زادهٔ ۲۴ آوریل ۲۰۰۰) بازیکن فوتبال اهل لیتوانی است.
وی همچنین در تیم‌های ملی فوتبال Lithuania women's national football team بازی کرده‌است.